# 武備小尾花介
武備小尾花介（学名：Microcytherura wupei）为尾花介科小尾花介屬下的一个种。